# Friedrich von Falkenhausen

Friedrich von Falkenhausen

Friedrich Carl Alexander Cäsar Freiherr von Falkenhausen (* 21. August 1869 in Potsdam; † 27. März 1946 ebenda) war ein preußischer Verwaltungsjurist, Schriftsteller und Übersetzer.

## Leben
Friedrich von Falkenhausen war ein Sohn des Ludwig von Falkenhausen (1844–1936) und seiner erster Ehefrau Helene geb. von Waldow und Reitzenstein (1847–1886), Tochter der Elisabeth von Jacobs und des Politikers Karl von Waldow und Reitzenstein. Falkenhausen studierte Rechtswissenschaft an der Georg-August-Universität Göttingen und der Ruprecht-Karls-Universität Heidelberg und wurde Mitglied der Corps Saxonia Göttingen (1887) und Saxo-Borussia (1888). Nach bestandenem Staatsexamen und anschließender Referendarzeit war Falkenhausen seit 1899 als Landrat des Landkreises Lübben tätig. Im Jahr 1905 erfolgte seine Übernahme als Hilfsarbeiter in das preußische Landwirtschaftsministerium, 1910 wurde er dort zum Oberregierungsrat befördert. 1914/15 war er Regierungspräsident im Regierungsbezirk Potsdam, wo er zugleich auch als Chef der Märkischen Wasserstraßenverwaltung fungierte.
Im Jahr 1916 erfolgte seine Ernennung zum Vorsitzenden des preußischen Landesgetreideamtes, gleichzeitig war auch Mitglied des Direktoriums der Reichsgetreidestelle. Zusätzlich fungierte er von 1915 bis 1917 als Unterstaatssekretär im preußischen Landwirtschaftsministerium. 1916 wurde er zum stellvertretenden Präsidenten des Kriegsernährungsamtes berufen. 1917 wurde er mit der Wahrnehmung der Geschäfte des Verwaltungschefs im Stabe Ober Ost betraut. Zugleich war er kaiserlicher Zivilkommissar in Kurland und Litauen. 1918 wurde er zum Reichskommissar für die deutsch besetzten Ostseegebiete und Litauen ernannt.
Im Juli 1918 wurde er zunächst zur Disposition gestellt und im November 1918 endgültig verabschiedet. Im März 1920 war er als Chef der Reichskanzlei der Putschistenregierung unter Wolfgang Kapp vorgesehen. Im Ruhestand übersetzte und kommentierte er die Göttliche Komödie und schrieb eine Biografie Dantes.
Bis 1930 war er Generalbevollmächtigter von Hermine Reuß ältere Linie in Saabor, Niederschlesien.

## Familie
Friedrich von Falkenhausen heiratete am 4. Dezember 1896 in Lieberose Charlotte von der Marwitz (* 13. Mai 1873 in Friedersdorf; † 11. Dezember 1968 in Düsseldorf-Kaiserswerth). Der Sohn Gotthard von Falkenhausen wurde Bankier. Die Tochter Helene, geboren 1900 in Lübben, heiratete den Autor Harald von Koenigswald. Sein Sohn Friedrich, geboren 1902, der in erster Ehe ab 1936 mit Udi geb. von Buch (1899–1945) verheiratet gewesen war heiratete 1948 Elisabeth von Oppen-Dannenwalde, Tochter der Anna von Rohr und des Politikers Joachim von Oppen-Dannenwalde. Aus beiden genannten Beziehungen sind Kinder.

## Schriften

### Als Verfasser
- Dantes Leben. Weimar 1939.
- Preußisches Vermächtnis – Rede auf Friedrich den Großen. Oldenburg (Old.) 1940.
- Auf Dantes Spuren. Weimar 1940.

### Als Übersetzer
- Göttliche Komödie. Leipzig 1937.
- Im Schatten Napoleons. Aus den Erinnerungen von Claire Elisabeth Jeanne de Rémusat. Leipzig 1941.